# Jos Hendriks
Jos Hendriks (Nijmegen, 21 juni 1956) is een Nederlands voormalig voetballer die als linker verdediger speelde. 
Hendriks begon bij N.E.C. waarmee hij tussen 1976 en 1980 in totaal 104 wedstrijden in de Eredivisie speelde. Hij ging naar FC Wageningen waarmee hij in 1981 uit de Eredivisie degradeerde. In 1982 ging hij naar VV Germania uit Groesbeek. Hendriks is de oudere broer van Peter Hendriks en de vader van Thijs Hendriks.